# Pierre Dalem
Pierre Dalem (16 de març de 1912 - ?) fou un futbolista belga.

## Selecció de Bèlgica
Va formar part de l'equip belga a la Copa del Món de 1938. Fou jugador de l'Standard de Liège.